# Nathan Hale

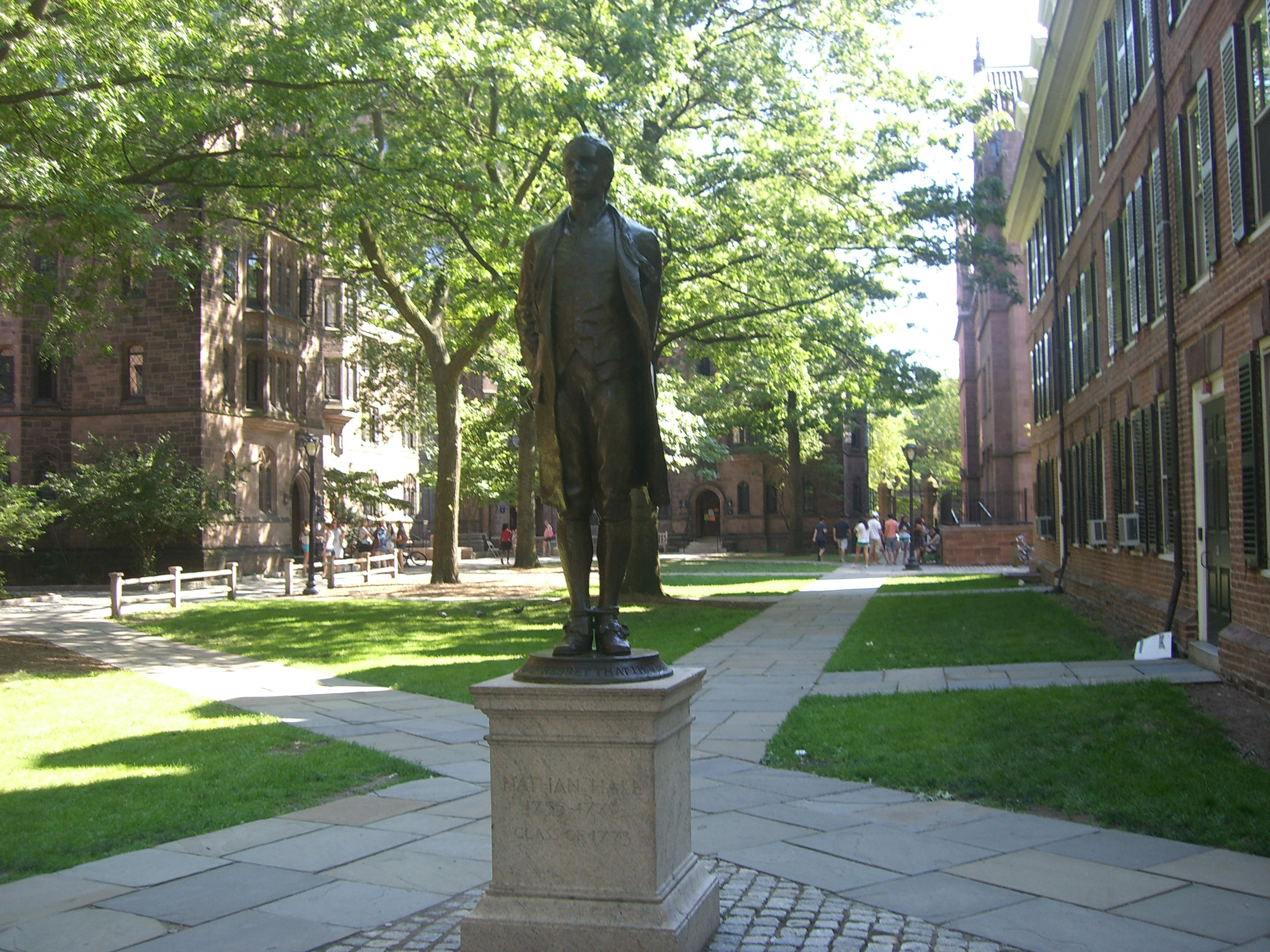
Nathan-Hale-Statue auf dem Campus von Yale

Nathan Hale (* 6. Juni 1755 in Coventry, Colony of Connecticut; † 22. September 1776 in New York) war ein US-amerikanischer Offizier, Lehrer und einer der historischen Helden der USA.

## Leben
Hale machte in Yale 1773 seinen College-Abschluss und unterrichtete in der Folge in East Haddam, schließlich in New London, Connecticut. Bei Ausbruch des Amerikanischen Unabhängigkeitskriegs schloss er sich der Miliz von Connecticut an und wurde am 1. Januar 1776 zum Captain im 19th Regiment of Foot der Kontinentalarmee befördert. Nach der Niederlage in der Schlacht von Long Island im August 1776 befand er sich im Hauptheer unter General George Washington, das Gefahr lief von den Briten auf der Insel Manhattan eingekesselt zu werden. Nachdem er sich freiwillig gemeldet hatte, hinter den britischen Linien Informationen über den Feind zu sammeln, wurde Hale, der sich als arbeitssuchender niederländischer Lehrer ausgab, am 21. September 1776 von den Briten enttarnt, verhaftet und am Folgetag als Spion gehängt. Als ungesetzlicher Kombattant entsprach die Strafe dem Kriegsrecht, aber die Tat des jungen Hale war mutig und er wurde auf US-amerikanischer Seite fortan als Märtyrer glorifiziert. Auf dem Weg zum Galgen soll Nathan Hale seine berühmten letzten Worte gesprochen haben: „Ich habe nur zu bedauern, dass ich nur ein Leben habe, welches ich meinem Land schenken kann.“
1985 ernannte die Connecticut General Assembly Nathan Hale offiziell zum „State Hero“ von Connecticut. Zu seinen Ehren wurden mehrere Denkmäler errichtet, darunter je eine Hale-Statue vor dem Tribune Tower in Chicago und vor dem CIA-Hauptquartier in Langley. Zudem wurde unter anderem ein Atom-U-Boot, die USS Nathan Hale, nach Hale benannt.